# Bad Oeynhausen
Bad Oeynhausen is een stad en gemeente in de Duitse deelstaat Noordrijn-Westfalen, gelegen in de Kreis Minden-Lübbecke aan de monding van de Werre in de Weser. De gemeente telt 48.535 inwoners (31 december 2020) op een oppervlakte van 64,80 km².

## Indeling van de gemeente

Bad Oeynhausen is verdeeld in acht stadsdelen.
| Stadsdeel                     | Aantal inwoners 31-12-2018 |
| ----------------------------- | -------------------------- |
| Bad Oeynhausen (Stadscentrum) | 16.387                     |
| Dehme                         | 3.183                      |
| Eidinghausen                  | 7.816                      |
| Lohe (Bad Oeynhausen)         | 3.447                      |
| Rehme                         | 7.933                      |
| Volmerdingsen                 | 3.652                      |
| Werste                        | 6.759                      |
| Wulferdingsen                 | 3.319                      |

Statistiek der stad Bad Oeynhausen, aantal inwoners incl. nevenwoningen: stand 31 december 2018

## Ligging, verkeer, vervoer
Op het gebied van stadsdeel Rehme bevindt zich Autobahn-Kreuz Bad Oeynhausen van de A30 vanuit Amsterdam en Osnabrück en de A2 van Bielefeld naar Hannover. Tussen 1969 en 2018/2019 kende de stad een flessenhals, doordat er een stuk Autobahn "ontbrak". Het doorgaande verkeer moest zich langs diverse verkeerslichten door de stad heen werken. Met het verlengen van de A30 is dit probleem verholpen. De stad is ook een knooppunt van Bundesstraßen, o.a. de drukke B61, in diverse richtingen.
De stad heeft twee stations en ligt aan twee verschillende spoorlijnen. Het in 1847 gebouwde Nordbahnhof, dicht bij het centrum, domineert en ligt aan de hoofdlijnen Amsterdam - Berlijn en Dortmund - Minden. Het in 1875 gebouwde Südbahnhof ligt aan de zijlijn naar Hildesheim in de ene richting en naar Löhne en Bünde de andere kant uit. Beide stations liggen slechts 800 m van elkaar verwijderd.
Van stadsdeel Rehme kunnen fietsers en voetgangers met een veerpont de Wezer oversteken naar Porta Westfalica. Van oktober tot Goede Vrijdag vaart de pont niet.
De stad maakt deel uit van diverse langeafstandsfietsroutes. In de binnenstad is fietsen in de meeste straten verboden.

## Geschiedenis

### Algemeen
Het stadsdeel Rehme is een dorp, dat al sinds de 8e eeuw bestaat. Pepijn de Korte zou er in 753 slag hebben geleverd tegen de Saksen. Het romaanse kerkje van het dorp dateert van het einde van de 12e eeuw.
In stadsdeel Eidinghausen stond sinds 922 Schloss Ovelgönne. Het was eigendom van hoge geestelijken uit Paderborn, daarna van de bisschop van Minden en vanaf de 15e eeuw van diverse adellijke families. Het gebouw werd in 1940 gesloopt om plaats te maken voor een bejaardentehuis. In 1981 kocht de gemeente Bad Oeynhausen het pand, renoveerde het en bracht er diverse ambtelijke instellingen onder. Eromheen ligt een wandelpark. Na de Reformatie werden de meeste christenen in de gemeente protestants.

### Weserhütte
Van 1844 tot 1987 was in de stadtsdeel Rehme een zeer groot industrieel bedrijf actief, Weserhütte. In de begintijd werden o.a. ijzeren potten en kachels gemaakt, na 1900 al gauw baggertransportbanden. Dit bedrijf maakte van ijzer en staal dus zware machines, en in de Tweede Wereldoorlog voor de Wehrmacht ook kanonnen, waaronder antitankgeschut, en tanks.
Voor de geallieerden was dit uiteraard een belangrijk militair doelwit, en er werden dan ook regelmatig luchtbombardementen op uitgevoerd. Weserhütte loste dit probleem ten dele op, door een deel van de productie naar ondergrondse schachten van stilgelegde mijnen te verplaatsen. Uiteindelijk werd Weserhütte toch buiten bedrijf gesteld. Na 1945 werd het bedrijf tijdelijk door de Britse troepen als reparatie-inrichting voor legermaterieel gebruikt en daarna hersteld. Het ging zich toeleggen op de bouw van o.a. zware graafmachines, tunnelboor- en baggerinstallaties, ook voor de mijnbouw in dagbouw. In 1981 ging Weserhütte failliet. Het kon de concurrentie tegen goedkopere producenten uit het buitenland niet meer aan. Bovendien had de directie verzuimd, de sterke koersschommelingen van de Amerikaanse dollar op de termijnmarkt af te dekken. Op de locatie van deze voormalige fabriek staan nu het winkelcentrum Werra-Park en de nieuwe Spielbank (casino). Een deel van het voormalige fabrieksterrein is als parkeerplaats in gebruik.

### Geschiedenis van het kuurbedrijf
Aan het eind van de 18e eeuw kwam overal in Duitsland het idee op, dat keukenzout bevattend water bij inademing (inhalatie), door het te drinken en door erin te baden geneeskrachtig is. Zout is op veel plaatsen in Duitsland van nature in de bodem aanwezig. Dat komt, doordat er lang geleden, in  het Perm een zee was, waarvan het zout, toen die zee vele miljoenen jaren geleden opdroogde, in de bodem uitkristalliseerde of in onderaards zout water aanwezig bleef. Ook in Bad Oeynhausen werd in de 19e eeuw een aantal van zulke bronnen ontdekt en aangeboord.
Vanaf het midden van de 18e eeuw vond hier zoutwinning voor industriële doeleinden en voor verkoop als keukenzout plaats. Er waren ook al gauw twee gradeerwerken in bedrijf. De eerste bron voor medicinale doeleinden werd in 1843 bij het stadsdeel Rehme aangeboord door Karl Freiherr von Oeynhausen (1795-1865), een telg uit een oud adellijk geslacht.
Hij had de grond eromheen gekocht en richtte het eerste kuurcentrum in Bad Rehme in. Later werd het kuuroord te zijner ere in Bad Oeynhausen omgedoopt. In 1847 kreeg Bad Oeynhausen aansluiting aan de spoorlijn Keulen - Minden. Koning Frederik Willem IV van Pruisen verleende de plaats in 1848 koninklijke erkenning als Königliches Bad.
De bronnen in Bad Oeynhausen hebben een hoger zoutgehalte dan op de meeste andere Duitse locaties, waardoor een grotere geneeskrachtige werking werd verondersteld. Bad Oeynhausen ontwikkelde zich tot een van de voornaamste kuuroorden van Duitsland. Echter de "upper ten", zoals leden van de keizerlijke familie, prefereerde andere kuuroorden. Bad Oeynhausen werd een kuuroord voor de lagere adel en de gegoede burgerij. Later werden ook pensions e.d. voor ziekenfondsverzekerden met een wat smallere beurs gerealiseerd, en zelfs, door de Johannieters een "asiel voor behoeftige badgasten". In tegenstelling tot andere kuuroorden richtte Bad Oeynhausen zich vanaf 1920 vooral op echt min of meer ernstig zieke bezoekers, ook uit Nederland, en minder op mensen die in feite een combinatie van een comfortabele vakantie en verbetering van de gezondheid (tegenwoordig wel "wellness" genaamd) zochten. Door de aanwezigheid van veel buitenlandse kuurgasten moesten de nazi's met antisemitische acties terughoudend zijn. Tijdens het Derde Rijk was het joden vanaf ongeveer 1935 verboden, er te kuren.
Ook tijdens de Tweede Wereldoorlog waren er nog kuurgasten, hoewel het er begin 1945 nog maar 1000 waren. Na de val van Hitlers Derde Rijk bezetten de Britten de stad. Vanaf 1945 was Bad Oeynhausen, vanwege de nog vele luxe accommodaties, die de oorlog schadevrij hadden doorstaan, enige tijd zetel van het bestuur van de gehele Britse bezettingszone in Duitsland. De Britten hadden het kuurgebied zelfs enige tijd met prikkeldraad afgezet, zodat "gewone" Duitsers geen toegang hadden. Na 1950 normaliseerde de situatie en werd Bad Oeynhausen een steeds moderner kuuroord. In 1990 volgde weer een terugslag, doordat de Duitse wetgeving voor vergoeding van medische kosten door zorgverzekeraars werd hervormd. Ziekenfondsverzekerden kregen geen vergoeding meer voor verblijf in een kuuroord, ook niet bij medische noodzaak. Daardoor daalde het aantal gasten. Aan het kuurgebeuren gelieerde ziekenhuizen gingen zich meer specialiseren.

### Wittekindshof
In 1887 werd in Volmerdingsen de Wittekindshof opgericht door evangelisch-lutherse dominees, als een instelling op christelijke grondslag voor mensen met zowel verstandelijke als lichamelijke beperkingen van alle leeftijden. De instelling beschikte ook over een groot eigen kerkgebouw. Met ongeveer 3.300 medewerkers en nevenvestigingen in 17 andere plaatsen in Noordrijn-Westfalen, waaronder sinds 1956 in Gronau, behoort de Wittekindshof tot de grootste instellingen van haar soort in Duitsland. Na een crisis en hongersnood in de jaren 1920, volgde een periode van groei, waaronder de aankoop van kasteel Ulenburg in Löhne in 1927 (afgestoten in 2008 vanwege ongeschiktheid voor moderne behandeling).
Tijdens de naziperiode na 1933 ondergingen vele patiënten gedwongen sterilisaties en werden honderden bewoners slachtoffer van het euthanasiebeleid van de nazi's, met name Aktion T4. In 1942 werden delen van de instelling gebruikt als militair hospitaal door de Wehrmacht, en later door de Britse bezettingsmacht van 1945 tot 1948. In deze periode werden ook patiënten van het lokale ziekenhuis ondergebracht in de Wittekindshof, wat leidde tot slechte leefomstandigheden voor de gehandicapten. Na 1948 hervatte de Wittekindshof geleidelijk al zijn activiteiten.
In de jaren 1950 en 1960 waren er misstanden binnen de instelling, die in 2012 werden gepubliceerd in een boek. Sindsdien heeft de Wittekindshof zich ontwikkeld met nieuwe locaties, moderne woonvormen en therapeutische mogelijkheden.

## Bezienswaardigheden

### In het kuurcentrum
- Het Kuurpark, ontworpen in 1853 door de koninklijke Pruisische tuinarchitect Peter Joseph Lenné, herbergt de Jordan-Sprudel, 's werelds hoogste thermale bronfontein. Deze kan op windstille dagen tot 40 meter hoogte reiken en verspreidt 3.000 liter water per minuut. De bron van de Jordansprudel is 725 meter diep. Er zijn ook ongeveer acht andere bronnen, waaronder de Alexander-von-Humboldt-Sprudel (aangeboord in 1973, en met 1034 meter de diepste bron), die zout- en koolzuurhoudend water bevatten met toegeschreven geneeskundige eigenschappen.
- De stad beschikt over een casino met een spelaanbod geïnspireerd op vergelijkbare instellingen in Las Vegas.
- In het kuurpark staat een schouwburg waar regelmatig voorstellingen en concerten van klassieke muziek plaatsvinden.
- Nabij het HDZ (hart- en diabetesziekenhuis) in het kuurgebied bevindt zich een klein openluchtmuseum, de Museumshof, bestaande uit twee herbouwde vakwerkboerderijen.
- Aan de rand van het Kurpark, in de richting van het noordstation en de rivier de Werre, ligt het Sielpark. Hier staat een gradeerwerk voor het inhaleren van geneeskrachtige waterdruppeltjes.
- Het Ronald Mc Donaldhuis, ontworpen door de Canadese architect Frank Gehry, bekend van het Guggenheim Museum en gelegen bij het Hart- en Diabetesziekenhuis, is bedoeld voor ouders van in het ziekenhuis verpleegde hartpatiënten. Het gebouw heeft de vorm van een slakkenhuis.

### Elders
- In de stad en haar buitenwijken is een aanzienlijke collectie laat-19e-eeuwse villa-architectuur te vinden.
- Het Deutsches Märchen-Museum richt zich op sprookjesboeken, -illustraties, -gadgets en literatuur, met speciale aandacht voor het werk van de gebroeders Grimm. Het museum, dat over een uitgebreide bibliotheek beschikt, is gevestigd in een van de villa's uit de periode 1870-1910.
- Een hunebed, daterend van circa 3000 v.Chr., is gelegen in het stadsdeel Werste. Dit is het enige hunebed in de regio en is een reconstructie gemaakt met de oorspronkelijke zwerfstenen tussen 1926 en 1979, aangezien het niet meer op de oorspronkelijke plaats staat.
- In Bergkirchen, op de grens van de stadsdelen Volmerdingsen en Wulferdingsen, bevindt zich een historische bron, bekend als de Widukindbron, waar het bekeringswonder van Widukind zou hebben plaatsgevonden.[bron?]
- Het landschaps- en cultuurpark Aqua Magica, op de grens met de gemeente Löhne, bevat een kunstmatige krater van 18 meter diep die toegankelijk is voor bezoekers.

## Economie
De economie van de gemeente wordt voornamelijk ondersteund door het kuurbedrijf en het daarmee samenhangende toerisme. Verschillende gespecialiseerde gezondheidsinstellingen zijn hiermee verbonden. Internationaal bekende instellingen zijn onder meer:
- Het HDZ-NRW ziekenhuis, gespecialiseerd in de behandeling van diabetes mellitus en hart- en vaatziekten. Dit ziekenhuis, bekend om zijn expertise in harttransplantaties, is het meest gespecialiseerde ziekenhuis in Duitsland op dit gebied en werkt samen met de Ruhr-Universität Bochum.
- De Klinik am Korso, een kliniek voor de behandeling van eetstoornissen, is uniek in Duitsland en een van de weinige gespecialiseerde instellingen in Europa op dit gebied.
- Een revalidatiekliniek voor kankerpatiënten, gelegen in het stadsdeel Eidinghausen.

In het stadsdeel Dehme is de hoofdzetel van Denios gevestigd. Deze onderneming is gespecialiseerd in producten voor industriële en laboratoriumtoepassingen op het gebied van milieubescherming en bescherming tegen gevaarlijke stoffen. In Volmerdingsen bevindt zich de hoofdzetel en een grote zorginstelling van Wittekindshof, de grootste werkgever in de gemeente met bijna 2.500 personeelsleden. Verschillende bedrijventerreinen, gericht op het midden- en kleinbedrijf en logistieke centra, zijn te vinden in de stadsdelen Eidinghausen, Rehme, Werste en Wulferdingen.
Het grootste en meest moderne winkelcentrum van de gemeente, Werre-Park, is gelegen in het stadsdeel Rehme.

## Bekende inwoners

### Geboren
- Arne Friedrich (1979), voetballer

### Overleden
- Kurt Thomas (1904-1973), componist en dirigent

## Afbeeldingen

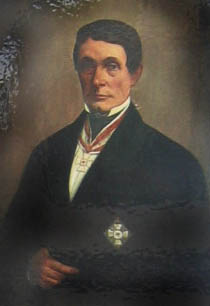
Portret van Karl, Freiherr von Oeynhausen met de versierselen van de Pruisische Rode Adelaarsorde van Verdienste
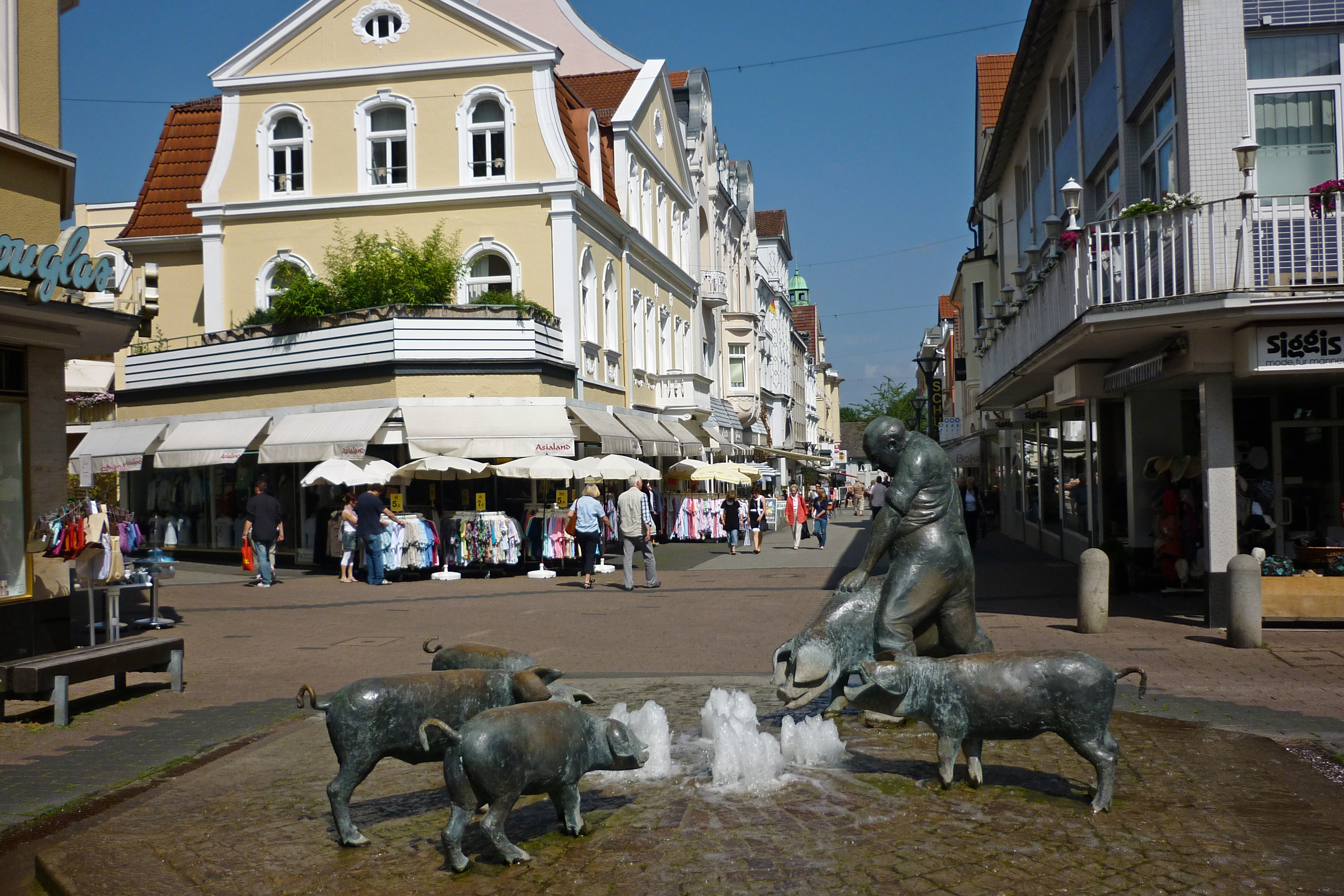
De „Schweinebrunnen“ in de Klosterstraße
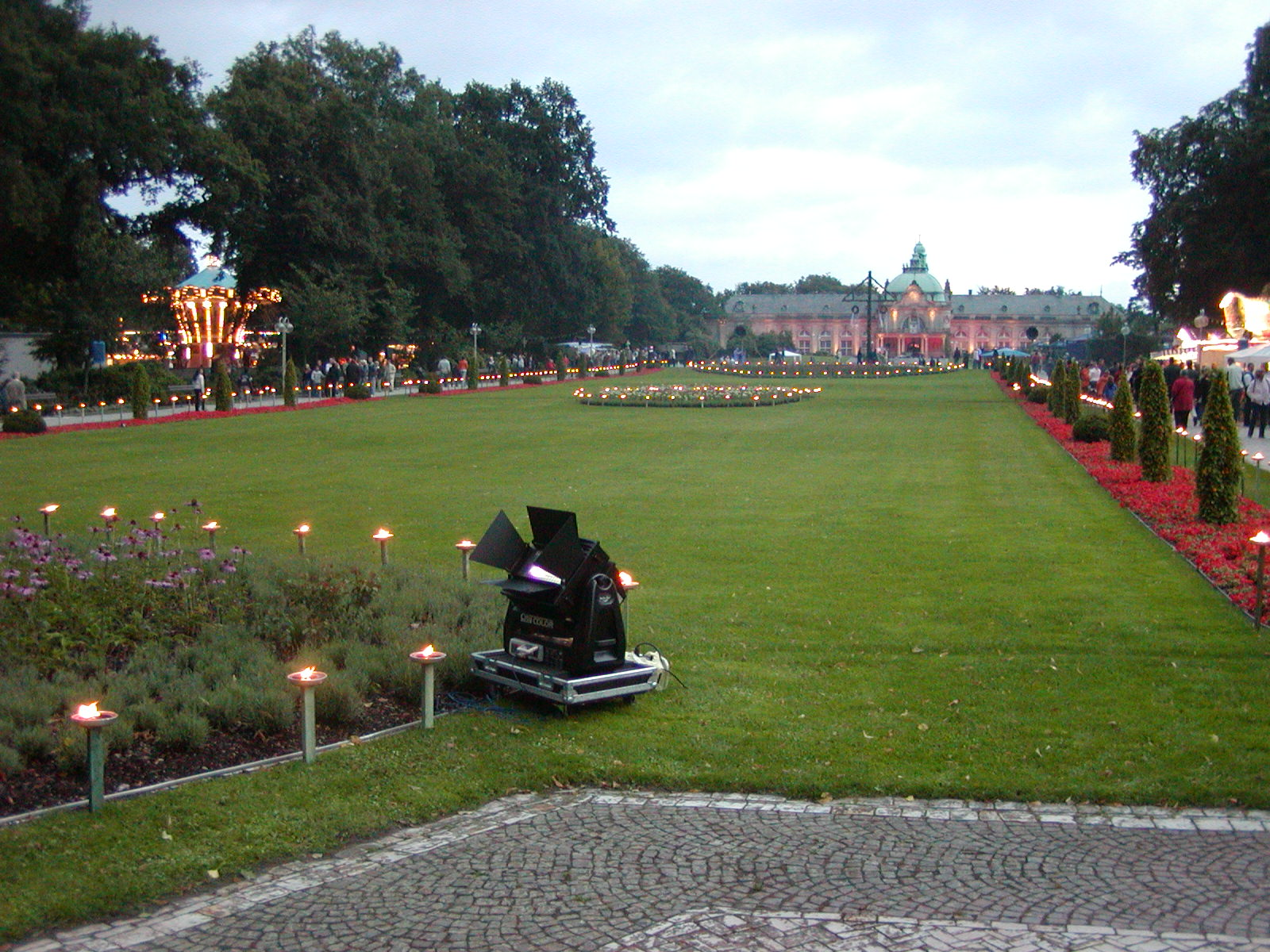
Kurpark
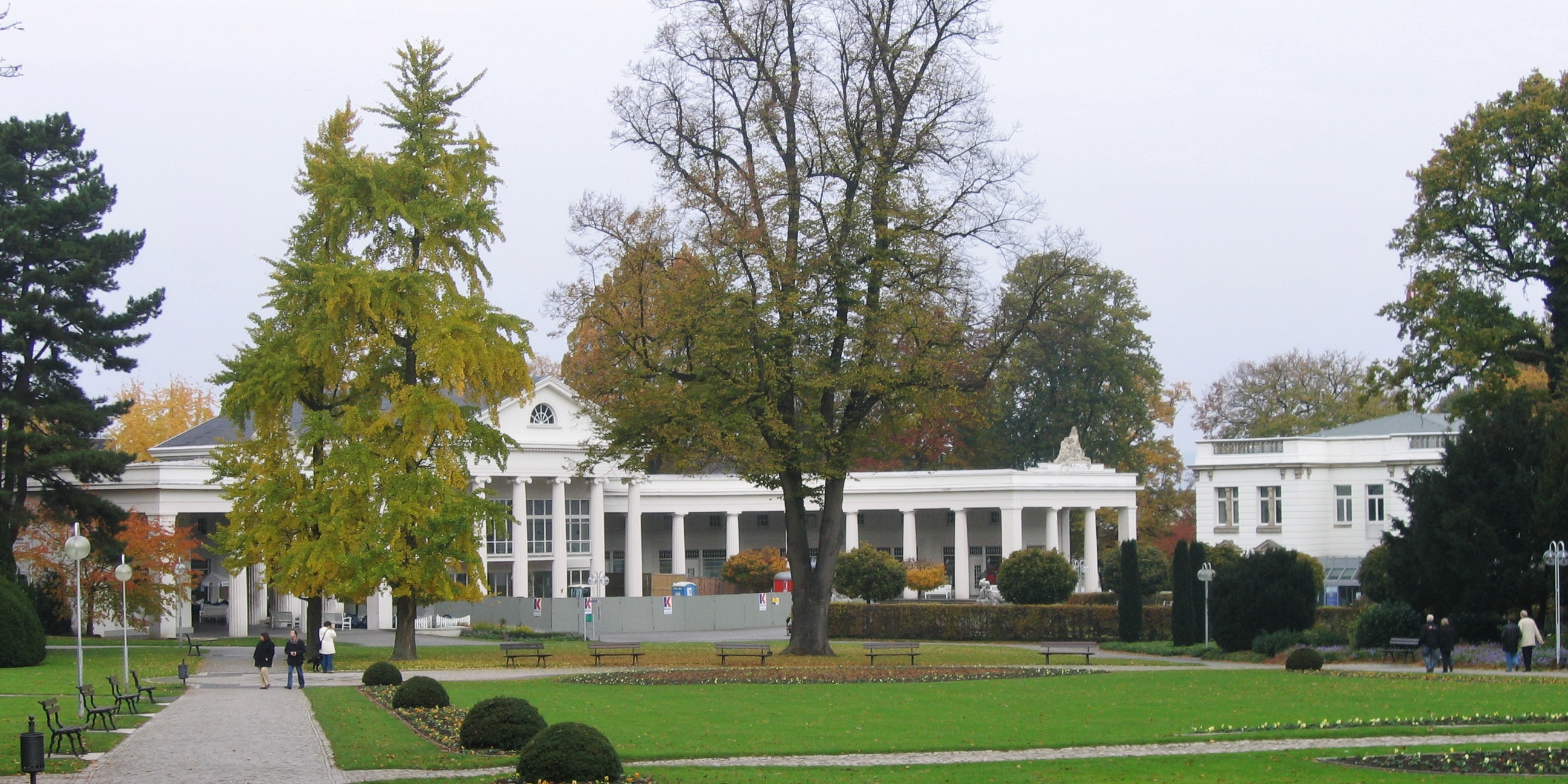
De zgn. Wandelhalle in het kuurpark
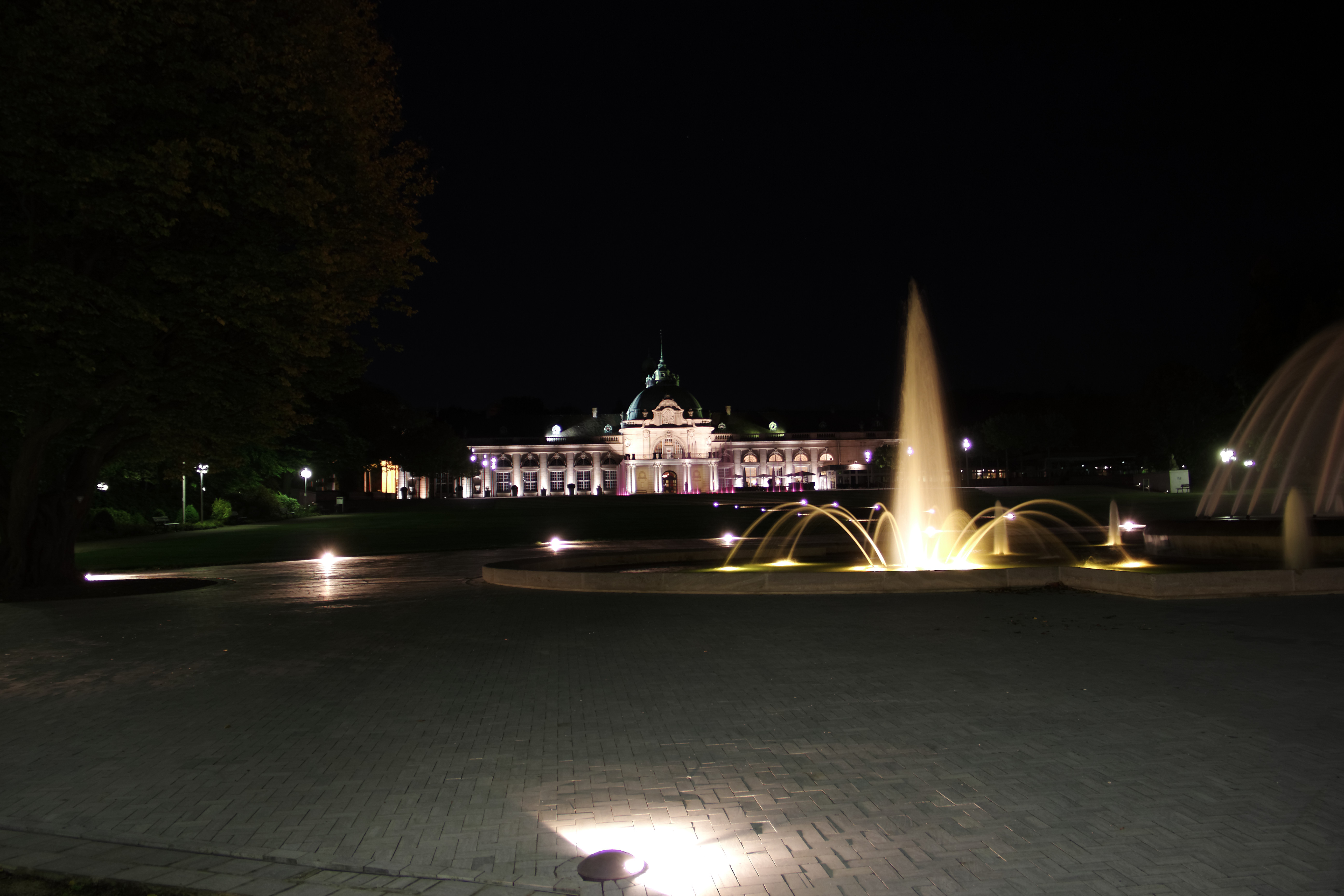
Kurhaus
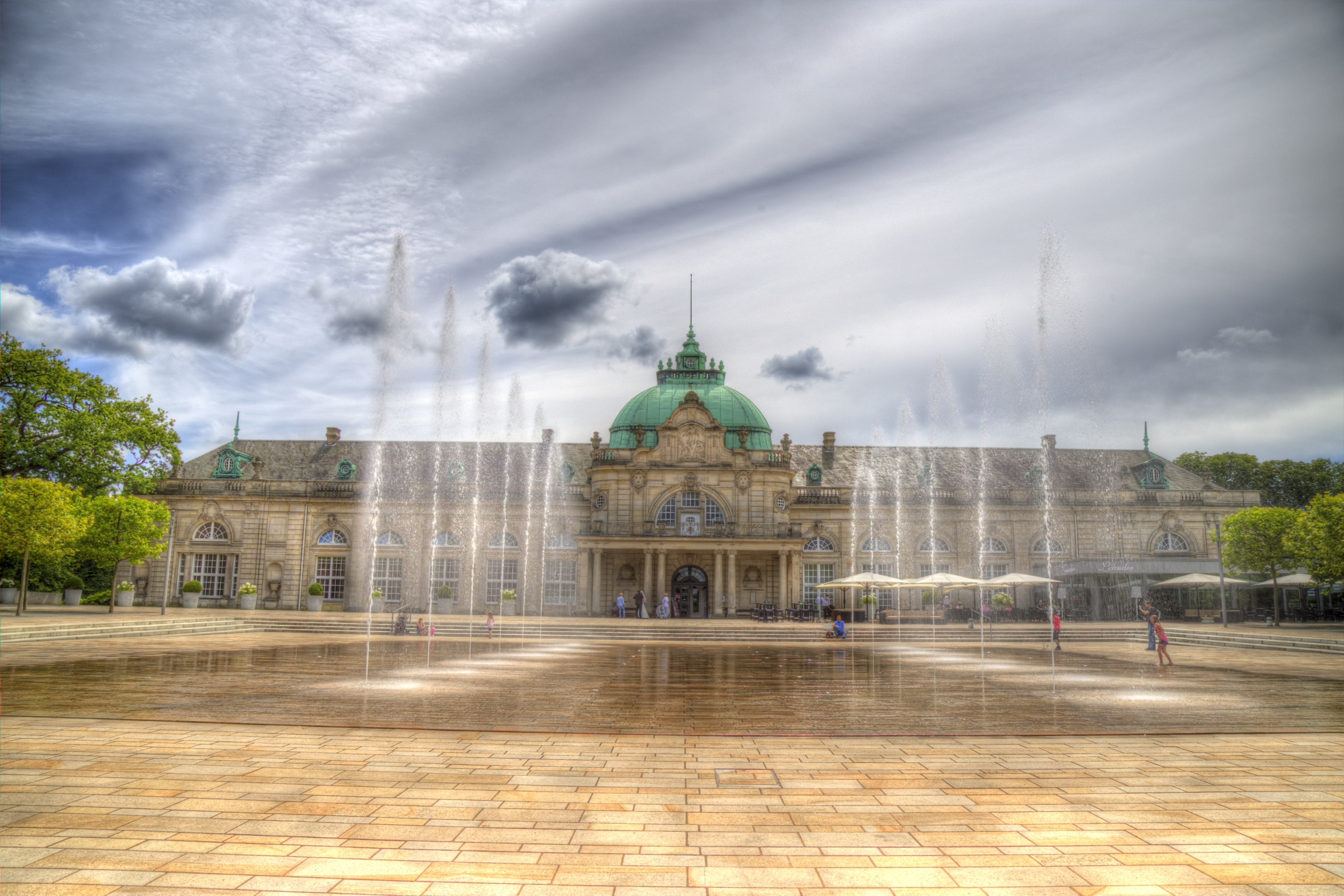
Kaiserpalais
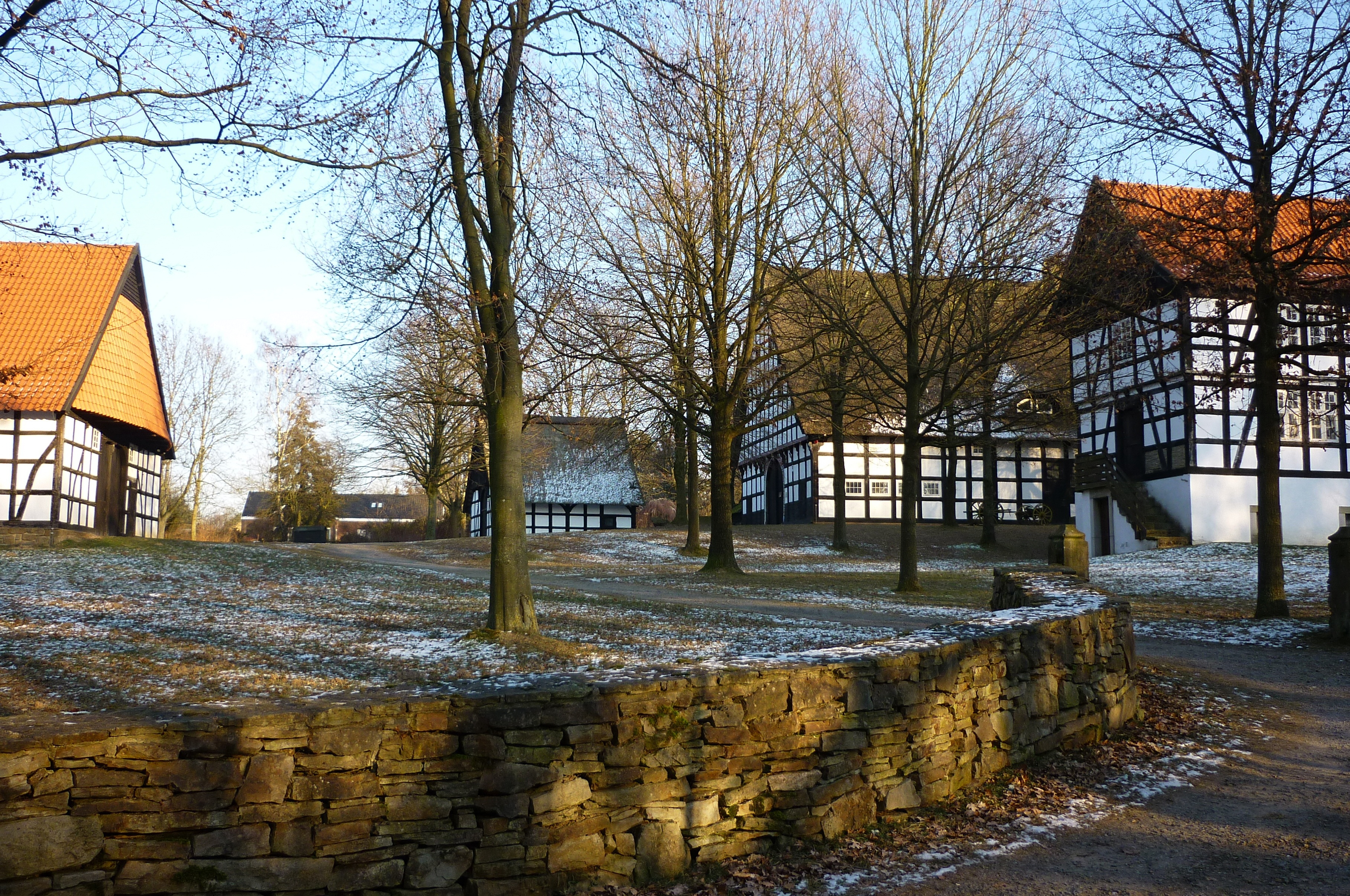
Museumshof
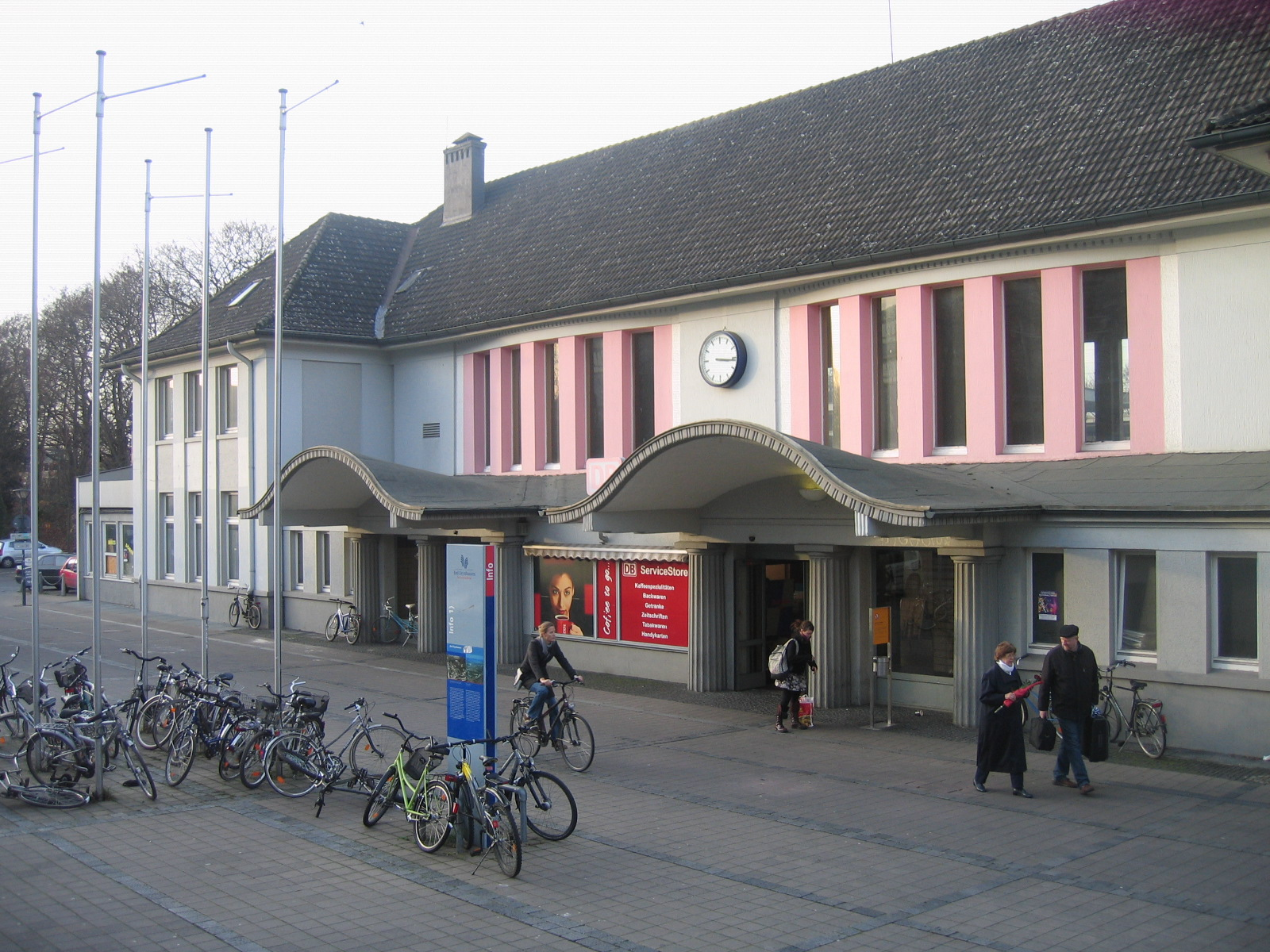
Station
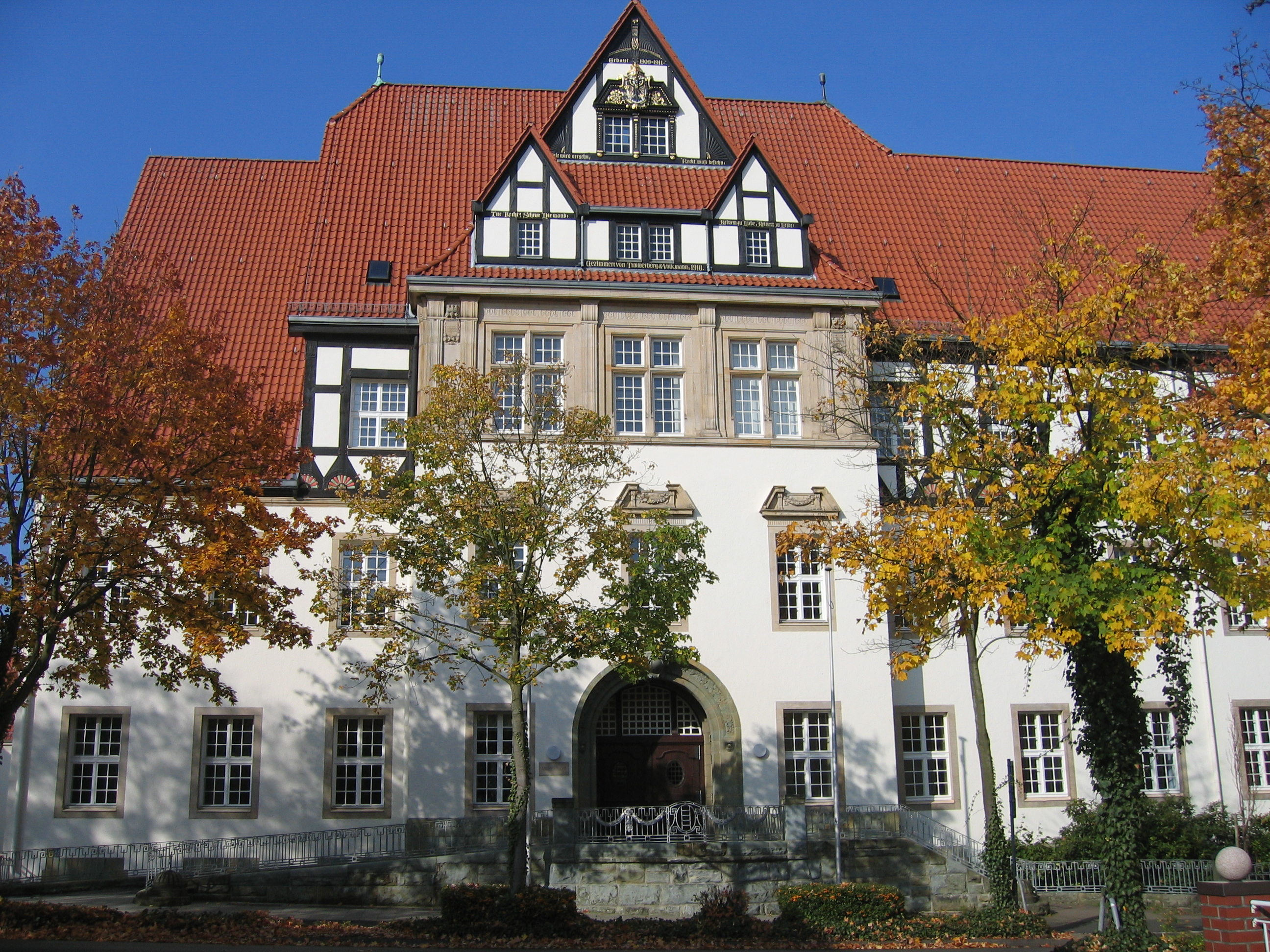
Gerechtsgebouw
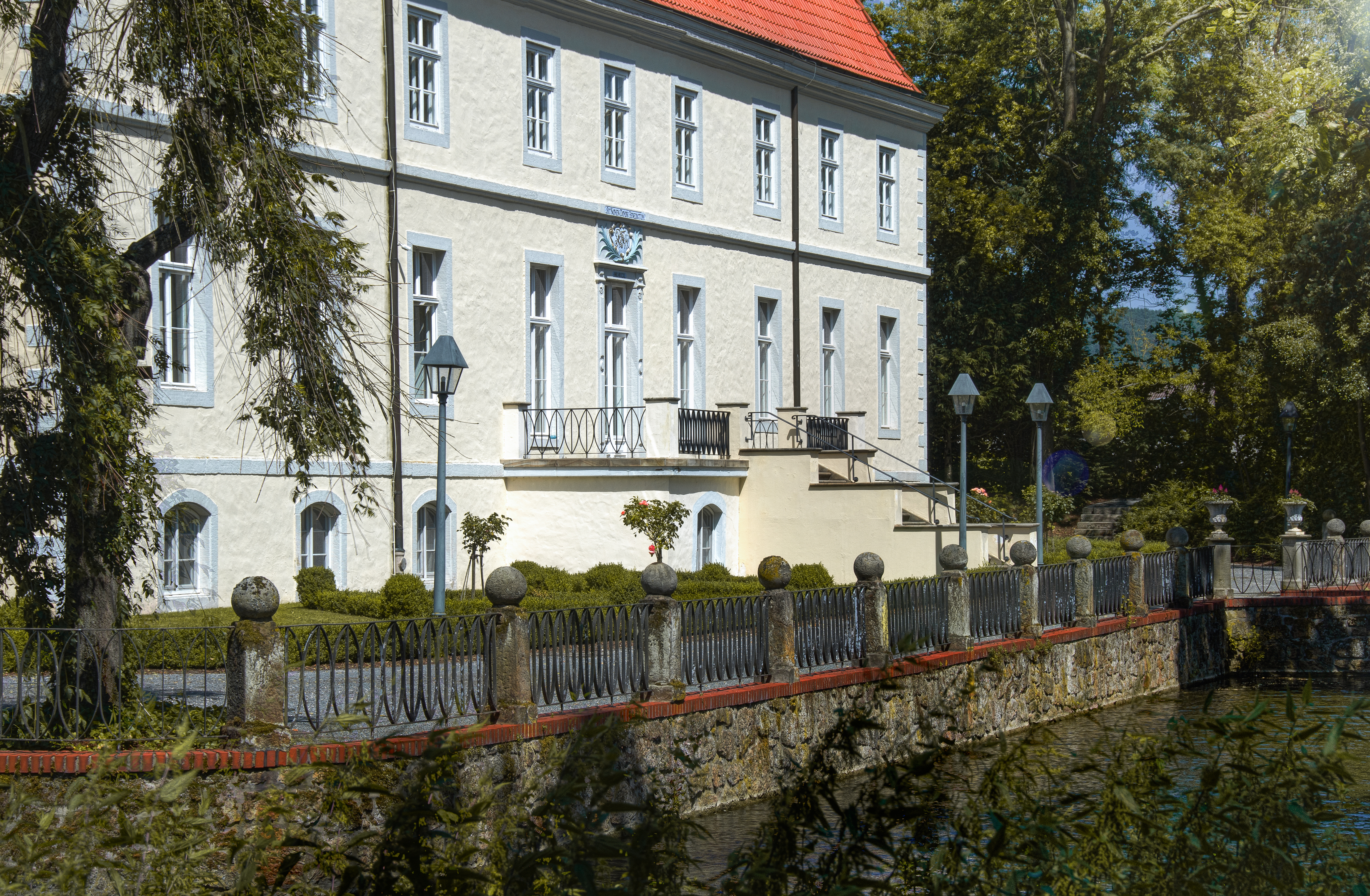
Kasteel Ovelgönne in stadsdeel Eidinghausen, gemeentekantoor en trouwlocatie
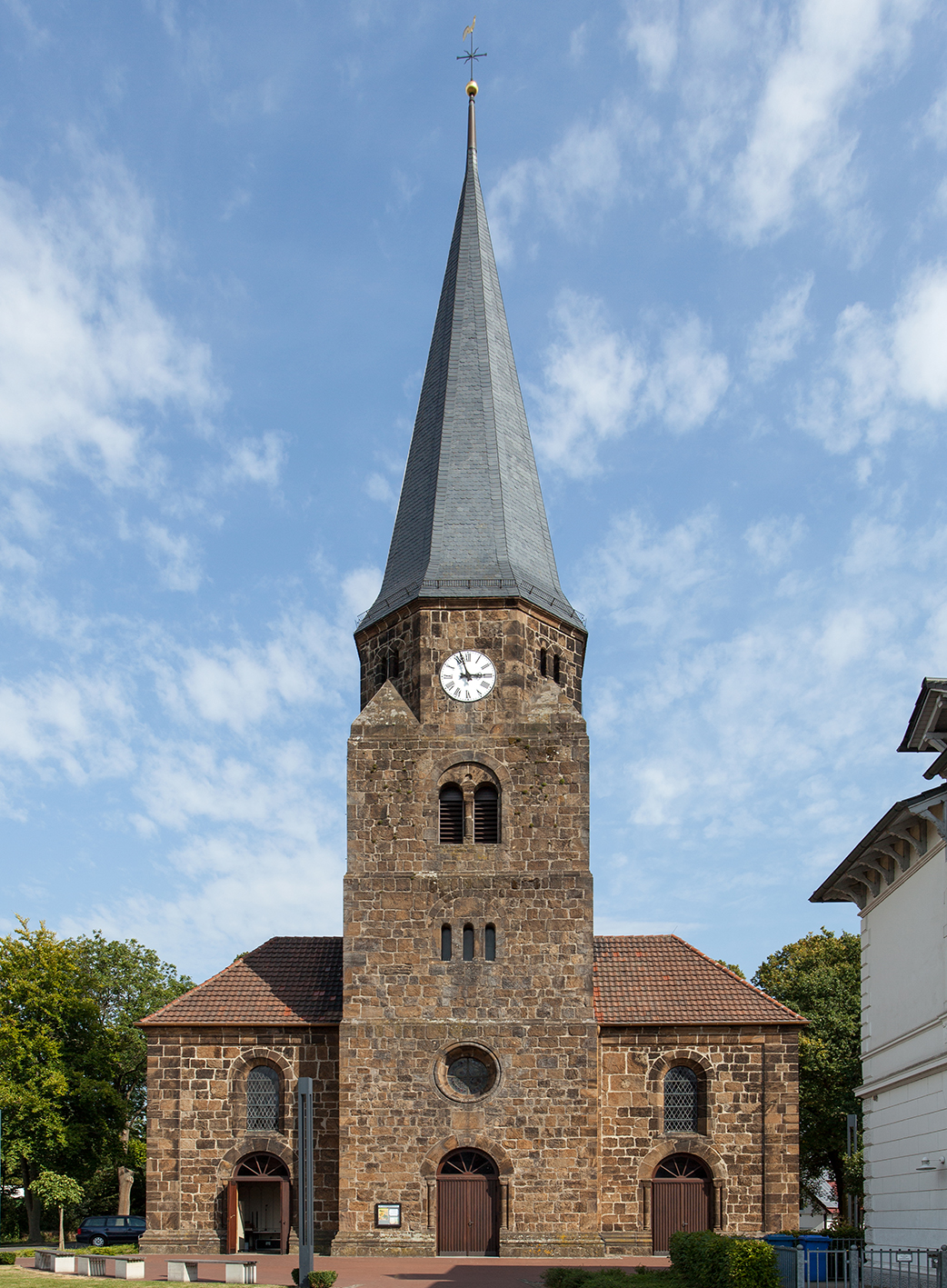
Laurentiuskerk in Rehme (12e eeuw; in 1892 ingrijpend verbouwd)
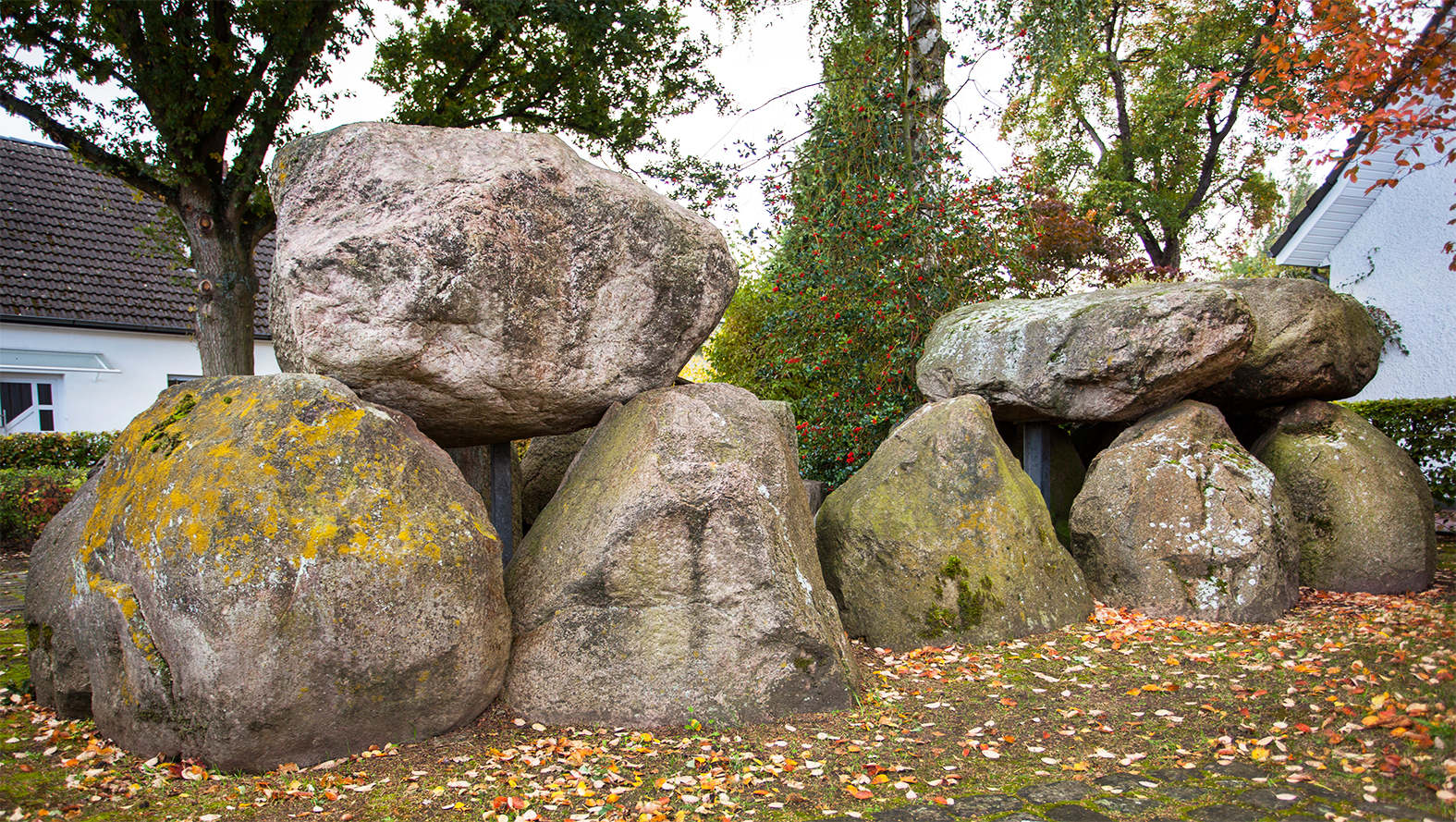
Hunebed in Werste
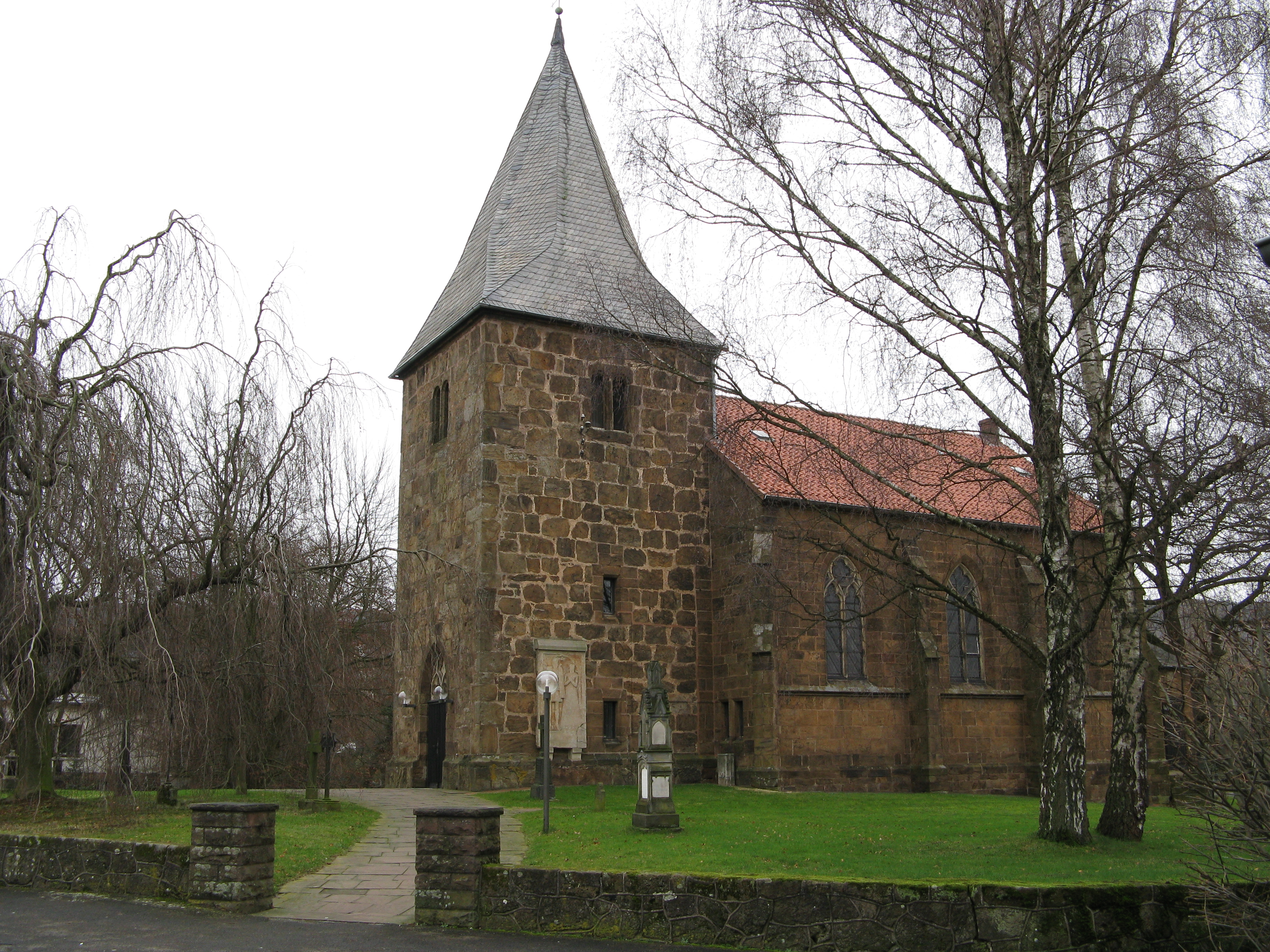
Het dorpskerkje van Volmerdingsen (oorspronkelijk bouwjaar 1320; in 1877 gesloopt en herbouwd)
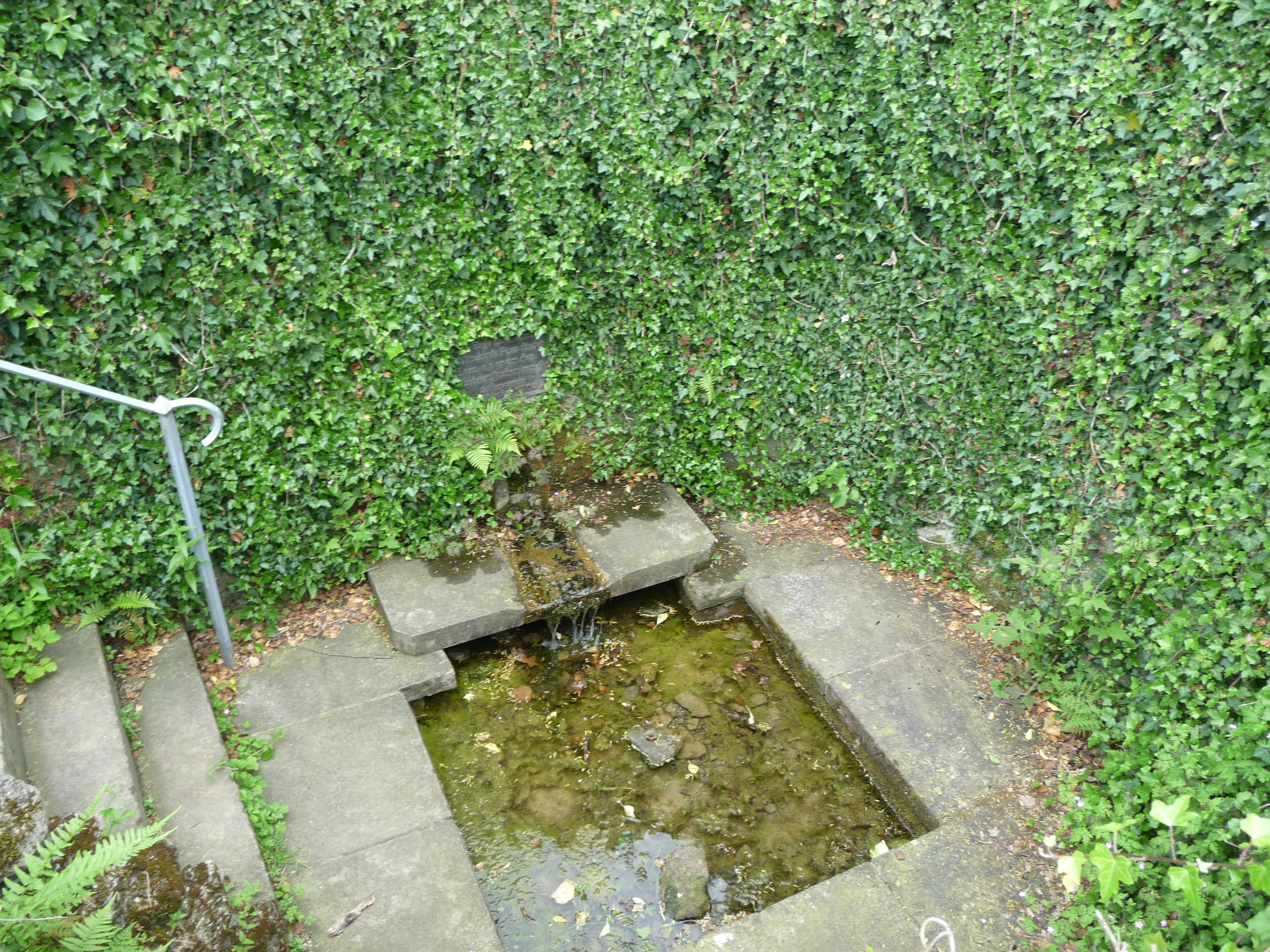
De vermeende Wittekindsbron in Bergkirchen op de grens van de stadsdelen Volmerdingsen en Wulferdingsen

## Partnersteden
- Fismes, in het Franse departement Marne (regio Grand Est), deel uitmakend van het arrondissement Reims.
- Wear Valley, een Engels district in het graafschap Durham.
- Inowrocław, (Duits 1904-1920/1939-1945: Hohensalza) in het Poolse woiwodschap Koejavië-Pommeren, gelegen in de powiat Inowrocławski.

Bad Oeynhausen · Espelkamp · Hille · Hüllhorst · Lübbecke · Minden · Petershagen · Porta Westfalica · Preußisch Oldendorf · Rahden · Stemwede